# الزاهر (حارة)

تعديل مصدري - تعديل

حارة الزاهر هي إحدى حارات مدينة الزاهر أحد مدن محافظة البيضاء، بلغ تعداد سكانها 1008 نسمة حسب تعداد اليمن لعام 2004.